# Rolling Hills Estates
Rolling Hills Estates – miasto w Stanach Zjednoczonych, w stanie Kalifornia, w hrabstwie Los Angeles. W 2010 zamieszkiwało je 8067 osób. Miasto leży na wysokości 143 metrów n.p.m. i zajmuje powierzchnię 9,359 km².
Prawa miejskie uzyskało 18 września 1957.